# Seven de Londres 2017
El Seven de Londres 2017 fue la decimoséptima edición del torneo masculino de rugby 7 y la décima y última etapa de la Serie Mundial de Rugby 7 2016-17. Se realizó durante los días 20 y 21 de mayo de 2017 en el Estadio de Twickenham de Londres (Inglaterra).

## Formato
Se dividen en cuatro grupos de cuatro equipos, cada grupo se resuelve con el sistema de todos contra todos a una sola ronda; la victoria otorga 3 puntos, el empate 2 y la derrota 1 punto.
Los dos equipos con más puntos en cada grupo avanzan a cuartos de final de la Copa de Oro. Los cuatro ganadores avanzan a semifinales de la Copa de Oro, y los cuatro perdedores a semifinales de la Copa de Plata.
Los dos equipos con menos puntos en cada grupo avanzan a cuartos de final de la Copa de Bronce. Los cuatro ganadores avanzan a semifinales de la Copa de Bronce, y los cuatro perdedores a semifinales de la Copa Shield.

## Equipos participantes
Como selección invitada se suma España, selección que logró el ascenso para la próxima temporada.
| - Argentina - Australia - Canadá - Escocia | - España - Estados Unidos - Fiyi - Francia | - Gales - Inglaterra - Japón - Kenia | - Nueva Zelanda - Rusia - Samoa - Sudáfrica |

## Fase de grupos
- Todos los horarios corresponden al huso horario local: UTC+0.[3]

### Grupo A
| Pos | Países         | Pts | Partidos | Partidos | Partidos | Partidos | Tantos | Tantos | Tantos |
| Pos | Países         | Pts | J        | G        | E        | P        | PF     | PC     | DP     |
| --- | -------------- | --- | -------- | -------- | -------- | -------- | ------ | ------ | ------ |
| 1   | Estados Unidos | 7   | 3        | 2        | 0        | 1        | 83     | 40     | 43     |
| 2   | Sudáfrica      | 7   | 3        | 2        | 0        | 1        | 36     | 44     | -8     |
| 3   | Gales          | 5   | 3        | 1        | 0        | 2        | 55     | 52     | 3      |
| 4   | Kenia          | 5   | 3        | 1        | 0        | 2        | 38     | 76     | -38    |

|  | Avanzan a cuartos de final. |

#### Resultados
| 20 de mayo, 10:58 | Estados Unidos | 12 - 28 | Gales | Estadio de Twickenham, Londres |  |
|                   |                | Reporte |       |                                |  |

| 20 de mayo, 11:20 | Sudáfrica | 12 - 10 | Kenia | Estadio de Twickenham, Londres |  |
|                   |           | Reporte |       |                                |  |

| 20 de mayo, 14:04 | Estados Unidos | 47 - 0  | Kenia | Estadio de Twickenham, Londres |  |
|                   |                | Reporte |       |                                |  |

| 20 de mayo, 14:26 | Sudáfrica | 12 - 10 | Gales | Estadio de Twickenham, Londres |  |
|                   |           | Reporte |       |                                |  |

| 20 de mayo, 17:10 | Gales | 17 - 28 | Kenia | Estadio de Twickenham, Londres |  |
|                   |       | Reporte |       |                                |  |

| 20 de mayo, 17:32 | Sudáfrica | 12 - 24 | Estados Unidos | Estadio de Twickenham, Londres |  |
|                   |           | Reporte |                |                                |  |

### Grupo B
| Pos | Países    | Pts | Partidos | Partidos | Partidos | Partidos | Tantos | Tantos | Tantos |
| Pos | Países    | Pts | J        | G        | E        | P        | PF     | PC     | DP     |
| --- | --------- | --- | -------- | -------- | -------- | -------- | ------ | ------ | ------ |
| 1   | Argentina | 7   | 3        | 2        | 0        | 1        | 80     | 52     | 28     |
| 2   | Escocia   | 7   | 3        | 2        | 0        | 1        | 59     | 43     | 16     |
| 3   | Francia   | 7   | 3        | 2        | 0        | 1        | 50     | 67     | -17    |
| 4   | Rusia     | 3   | 3        | 0        | 0        | 3        | 46     | 73     | -27    |

|  | Avanzan a cuartos de final. |

#### Resultados
| 20 de mayo, 10:14 | Francia | 7 - 35  | Argentina | Estadio de Twickenham, Londres |  |
|                   |         | Reporte |           |                                |  |

| 20 de mayo, 10:36 | Escocia | 21 - 7  | Rusia | Estadio de Twickenham, Londres |  |
|                   |         | Reporte |       |                                |  |

| 20 de mayo, 13:20 | Francia | 26 - 20 | Rusia | Estadio de Twickenham, Londres |  |
|                   |         | Reporte |       |                                |  |

| 20 de mayo, 13:42 | Escocia | 26 - 19 | Argentina | Estadio de Twickenham, Londres |  |
|                   |         | Reporte |           |                                |  |

| 20 de mayo, 16:26 | Argentina | 26 - 19 | Rusia | Estadio de Twickenham, Londres |  |
|                   |           | Reporte |       |                                |  |

| 20 de mayo, 16:48 | Escocia | 12 - 17 | Francia | Estadio de Twickenham, Londres |  |
|                   |         | Reporte |         |                                |  |

### Grupo C
| Pos | Países        | Pts | Partidos | Partidos | Partidos | Partidos | Tantos | Tantos | Tantos |
| Pos | Países        | Pts | J        | G        | E        | P        | PF     | PC     | DP     |
| --- | ------------- | --- | -------- | -------- | -------- | -------- | ------ | ------ | ------ |
| 1   | Nueva Zelanda | 9   | 3        | 3        | 0        | 0        | 79     | 42     | 37     |
| 2   | Canadá        | 7   | 3        | 2        | 0        | 1        | 64     | 52     | 12     |
| 3   | Fiyi          | 5   | 3        | 1        | 0        | 2        | 101    | 54     | 47     |
| 4   | Japón         | 3   | 3        | 0        | 0        | 3        | 26     | 122    | -96    |

|  | Avanzan a cuartos de final. |

#### Resultados
| 20 de mayo, 9:30 | Fiyi | 19 - 22 | Canadá | Estadio de Twickenham, Londres |  |
|                  |      | Reporte |        |                                |  |

| 20 de mayo, 9:52 | Nueva Zelanda | 33 - 7  | Japón | Estadio de Twickenham, Londres |  |
|                  |               | Reporte |       |                                |  |

| 20 de mayo, 12:36 | Fiyi | 61 - 5  | Japón | Estadio de Twickenham, Londres |  |
|                   |      | Reporte |       |                                |  |

| 20 de mayo, 12:58 | Nueva Zelanda | 19 - 14 | Canadá | Estadio de Twickenham, Londres |  |
|                   |               | Reporte |        |                                |  |

| 20 de mayo, 15:42 | Canadá | 28 - 14 | Japón | Estadio de Twickenham, Londres |  |
|                   |        | Reporte |       |                                |  |

| 20 de mayo, 16:04 | Nueva Zelanda | 27 - 21 | Fiyi | Estadio de Twickenham, Londres |  |
|                   |               | Reporte |      |                                |  |

### Grupo D
| Pos | Países     | Pts | Partidos | Partidos | Partidos | Partidos | Tantos | Tantos | Tantos |
| Pos | Países     | Pts | J        | G        | E        | P        | PF     | PC     | DP     |
| --- | ---------- | --- | -------- | -------- | -------- | -------- | ------ | ------ | ------ |
| 1   | Inglaterra | 9   | 3        | 3        | 0        | 0        | 71     | 38     | 33     |
| 2   | Australia  | 7   | 3        | 2        | 0        | 1        | 96     | 24     | 72     |
| 3   | Samoa      | 5   | 3        | 1        | 0        | 2        | 64     | 65     | -1     |
| 4   | España     | 3   | 3        | 0        | 0        | 3        | 14     | 118    | -104   |

|  | Avanzan a cuartos de final. |

#### Resultados
| 20 de mayo, 11:42 | Samoa | 5 - 34  | Australia | Estadio de Twickenham, Londres |  |
|                   |       | Reporte |           |                                |  |

| 20 de mayo, 12:04 | Inglaterra | 28 - 7  | España | Estadio de Twickenham, Londres |  |
|                   |            | Reporte |        |                                |  |

| 20 de mayo, 14:48 | Samoa | 40 - 7  | España | Estadio de Twickenham, Londres |  |
|                   |       | Reporte |        |                                |  |

| 20 de mayo, 15:10 | Inglaterra | 19 - 22 | Australia | Estadio de Twickenham, Londres |  |
|                   |            | Reporte |           |                                |  |

| 20 de mayo, 17:54 | Australia | 50 - 0  | España | Estadio de Twickenham, Londres |  |
|                   |           | Reporte |        |                                |  |

| 20 de mayo, 18:16 | Inglaterra | 24 - 19 | Samoa | Estadio de Twickenham, Londres |  |
|                   |            | Reporte |       |                                |  |

## Etapa eliminatoria

### Copa de oro
|  | Cuartos de final | Cuartos de final | Cuartos de final |            |                | Semifinales    | Semifinales | Semifinales |                |                | Copa de oro  | Copa de oro  | Copa de oro |  |
|  |                  |                  |                  |            |                |                |             |             |                |                |              |              |             |  |
|  |                  |                  |                  |            |                |                |             |             |                |                |              |              |             |  |
|  | Estados Unidos   | Estados Unidos   | 31               |            |                |                |             |             |                |                |              |              |             |  |
|  | Estados Unidos   | Estados Unidos   | 31               |            |                |                |             |             |                |                |              |              |             |  |
|  | Australia        | Australia        | 14               |            |                |                |             |             |                |                |              |              |             |  |
|  | Australia        | Australia        | 14               |            | Estados Unidos | Estados Unidos | 14          |             |                |                |              |              |             |  |
|  |                  |                  |                  |            | Estados Unidos | Estados Unidos | 14          |             |                |                |              |              |             |  |
|  |                  |                  | Escocia          | Escocia    | 21             |                |             |             |                |                |              |              |             |  |
|  | Nueva Zelanda    | Nueva Zelanda    | Escocia          | Escocia    | 21             | 21             |             |             |                |                |              |              |             |  |
|  | Nueva Zelanda    | Nueva Zelanda    |                  |            |                |                |             |             |                |                |              |              |             |  |
|  | Escocia          | Escocia          | 24               |            |                |                |             |             |                |                |              |              |             |  |
|  | Escocia          | Escocia          | 24               |            |                |                |             |             |                | Escocia        | Escocia      | 12           |             |  |
|  |                  |                  |                  |            |                |                |             |             |                | Escocia        | Escocia      | 12           |             |  |
|  |                  |                  | Inglaterra       | Inglaterra | 7              |                |             |             |                |                |              |              |             |  |
|  | Inglaterra       | Inglaterra       | Inglaterra       | Inglaterra | 7              | 17             |             |             |                |                |              |              |             |  |
|  | Inglaterra       | Inglaterra       |                  |            |                |                |             |             |                |                |              |              |             |  |
|  | Sudáfrica        | Sudáfrica        | 12               |            |                |                |             |             |                |                |              |              |             |  |
|  | Sudáfrica        | Sudáfrica        | 12               |            | Inglaterra     | Inglaterra     | 24          |             |                | Tercer lugar   | Tercer lugar | Tercer lugar |             |  |
|  |                  |                  |                  |            | Inglaterra     | Inglaterra     | 24          |             |                | Tercer lugar   | Tercer lugar | Tercer lugar |             |  |
|  |                  |                  | Canadá           | Canadá     | 5              |                |             |             |                |                |              |              |             |  |
|  | Argentina        | Argentina        | Canadá           | Canadá     | 5              | 7              |             |             | Estados Unidos | Estados Unidos | 19           |              |             |  |
|  | Argentina        | Argentina        |                  |            |                |                |             |             | Estados Unidos | Estados Unidos | 19           |              |             |  |
|  | Canadá           | Canadá           | 28               |            |                |                |             |             |                |                | Canadá       | Canadá       | 22          |  |
|  | Canadá           | Canadá           | 28               |            |                |                |             |             |                |                | Canadá       | Canadá       | 22          |  |
|  |                  |                  |                  |            |                |                |             |             |                |                |              |              |             |  |

#### Cuartos de final
| 21 de mayo, 10:58 | Estados Unidos | 31 - 14 | Australia | Estadio de Twickenham, Londres |  |
|                   |                | Reporte |           |                                |  |

| 21 de mayo, 11:20 | Nueva Zelanda | 21 - 24 | Escocia | Estadio de Twickenham, Londres |  |
|                   |               | Reporte |         |                                |  |

| 21 de mayo, 11:42 | Inglaterra | 17 - 12 | Sudáfrica | Estadio de Twickenham, Londres |  |
|                   |            | Reporte |           |                                |  |

| 21 de mayo, 12:04 | Argentina | 7 - 28  | Canadá | Estadio de Twickenham, Londres |  |
|                   |           | Reporte |        |                                |  |

#### Semifinales
| 21 de mayo, 14:48 | Estados Unidos | 14 - 21 | Escocia | Estadio de Twickenham, Londres |  |
|                   |                | Reporte |         |                                |  |

| 21 de mayo, 15:10 | Inglaterra | 24 - 5  | Canadá | Estadio de Twickenham, Londres |  |
|                   |            | Reporte |        |                                |  |

#### Tercer puesto
| 21 de mayo, 17:32 | Estados Unidos | 19 - 22 | Canadá | Estadio de Twickenham, Londres |  |
|                   |                | Reporte |        |                                |  |

#### Final
| 21 de mayo, 17:57 | Escocia | 12 - 7  | Inglaterra | Estadio de Twickenham, Londres |  |
|                   |         | Reporte |            |                                |  |

| Bandera de Escocia     |
| Campeón Escocia        |
| 1º título del circuito |

### Copa de plata
|  | Semifinales   | Semifinales   | Semifinales |           |           | Copa de plata | Copa de plata | Copa de plata |  |
|  |               |               |             |           |           |               |               |               |  |
|  |               |               |             |           |           |               |               |               |  |
|  | Australia     | Australia     | 40          |           |           |               |               |               |  |
|  | Australia     | Australia     | 40          |           |           |               |               |               |  |
|  | Nueva Zelanda | Nueva Zelanda | 7           |           |           |               |               |               |  |
|  | Nueva Zelanda | Nueva Zelanda | 7           |           | Australia | Australia     | 17            |               |  |
|  |               |               |             |           | Australia | Australia     | 17            |               |  |
|  |               |               | Sudáfrica   | Sudáfrica | 28        |               |               |               |  |
|  | Sudáfrica     | Sudáfrica     | Sudáfrica   | Sudáfrica | 28        | 24            |               |               |  |
|  | Sudáfrica     | Sudáfrica     |             |           |           | 24            |               |               |  |
|  | Argentina     | Argentina     | 7           |           |           |               |               |               |  |
|  | Argentina     | Argentina     | 7           |           |           |               |               |               |  |
|  |               |               |             |           |           |               |               |               |  |

### Copa de bronce
|  | Eliminatoria | Eliminatoria | Eliminatoria |         |       | Semifinales | Semifinales | Semifinales |  |      | Copa de bronce | Copa de bronce | Copa de bronce |  |
|  |              |              |              |         |       |             |             |             |  |      |                |                |                |  |
|  |              |              |              |         |       |             |             |             |  |      |                |                |                |  |
|  | Kenia        | Kenia        | 33           |         |       |             |             |             |  |      |                |                |                |  |
|  | Kenia        | Kenia        | 33           |         |       |             |             |             |  |      |                |                |                |  |
|  | España       | España       | 7            |         |       |             |             |             |  |      |                |                |                |  |
|  | España       | España       | 7            |         | Kenia | Kenia       | 5           |             |  |      |                |                |                |  |
|  |              |              |              |         | Kenia | Kenia       | 5           |             |  |      |                |                |                |  |
|  |              |              | Fiyi         | Fiyi    | 45    |             |             |             |  |      |                |                |                |  |
|  | Fiyi         | Fiyi         | Fiyi         | Fiyi    | 45    | 31          |             |             |  |      |                |                |                |  |
|  | Fiyi         | Fiyi         |              |         |       |             |             |             |  |      |                |                |                |  |
|  | Rusia        | Rusia        | 5            |         |       |             |             |             |  |      |                |                |                |  |
|  | Rusia        | Rusia        | 5            |         |       |             |             |             |  | Fiyi | Fiyi           | 26             |                |  |
|  |              |              |              |         |       |             |             |             |  | Fiyi | Fiyi           | 26             |                |  |
|  |              |              | Gales        | Gales   | 14    |             |             |             |  |      |                |                |                |  |
|  | Samoa        | Samoa        | Gales        | Gales   | 14    | 21          |             |             |  |      |                |                |                |  |
|  | Samoa        | Samoa        |              |         |       |             |             |             |  |      |                |                |                |  |
|  | Gales        | Gales        | 29           |         |       |             |             |             |  |      |                |                |                |  |
|  | Gales        | Gales        | 29           |         | Gales | Gales       | 26          |             |  |      |                |                |                |  |
|  |              |              |              |         | Gales | Gales       | 26          |             |  |      |                |                |                |  |
|  |              |              | Francia      | Francia | 17    |             |             |             |  |      |                |                |                |  |
|  | Francia      | Francia      | Francia      | Francia | 17    | 22          |             |             |  |      |                |                |                |  |
|  | Francia      | Francia      |              |         |       |             |             |             |  |      |                |                |                |  |
|  | Japón        | Japón        | 5            |         |       |             |             |             |  |      |                |                |                |  |
|  | Japón        | Japón        | 5            |         |       |             |             |             |  |      |                |                |                |  |
|  |              |              |              |         |       |             |             |             |  |      |                |                |                |  |

### Copa shield
|  | Semifinales | Semifinales | Semifinales |       |       | Copa shield | Copa shield | Copa shield |  |
|  |             |             |             |       |       |             |             |             |  |
|  |             |             |             |       |       |             |             |             |  |
|  | España      | España      | 5           |       |       |             |             |             |  |
|  | España      | España      | 5           |       |       |             |             |             |  |
|  | Rusia       | Rusia       | 38          |       |       |             |             |             |  |
|  | Rusia       | Rusia       | 38          |       | Rusia | Rusia       | 19          |             |  |
|  |             |             |             |       | Rusia | Rusia       | 19          |             |  |
|  |             |             | Samoa       | Samoa | 24    |             |             |             |  |
|  | Samoa       | Samoa       | Samoa       | Samoa | 24    | 33          |             |             |  |
|  | Samoa       | Samoa       |             |       |       | 33          |             |             |  |
|  | Japón       | Japón       | 7           |       |       |             |             |             |  |
|  | Japón       | Japón       | 7           |       |       |             |             |             |  |
|  |             |             |             |       |       |             |             |             |  |

## Posiciones finales
| Pos               | Equipo         |
| ----------------- | -------------- |
| Medalla de oro    | Escocia        |
| 2                 | Inglaterra     |
| 3                 | Canadá         |
| 4                 | Estados Unidos |
| Medalla de plata  | Sudáfrica      |
| 6                 | Australia      |
| 7                 | Nueva Zelanda  |
| 7                 | Argentina      |
| Medalla de bronce | Fiyi           |
| 10                | Gales          |
| 11                | Kenia          |
| 11                | Francia        |
| 13                | Samoa          |
| 14                | Rusia          |
| 15                | España         |
| 15                | Japón          |